# بئر برقعان الشرقية (القطن)
'

تعديل مصدري - تعديل

بئر برقعان الشرقية هي إحدى قرى عزلة القطن بمديرية القطن التابعة لمحافظة حضرموت، بلغ تعداد سكانها 124 نسمة حسب تعداد اليمن لعام 2004.